# Podzamcze (Nysa)
Podzamcze (niem. Gräferei) – niestandaryzowana część miasta Nysa. Określana jako dzielnica Nysy, pomimo że władze Nysy nie ustanowiły jednostek pomocniczych na terenie miasta.
Położona po północnej stronie rzeki Nysy Kłodzkiej.
Wyznaczają ją:
- ulica Zygmunta Kaczkowskiego
- ulica Władysława Łokietka
- ulica Augustyna Kordeckiego
- ulica Franciszkańska
- rzeka Nysa Kłodzka
- Linia Kolejowa 137

Podzamcze sąsiaduje z dzielnicami: Zawodzie, Rochus, Karłów.
Najważniejsze obiekty na terenie dzielnicy to: Zakłady Cukiernicze „Cukry Nyskie” oraz Zakład AKWA.
Podzamcze Nysa, to także nazwa klubu piłkarskiego, który powstał w 1984 r. na dzielnicy Podzamcze i funkcjonuje do dziś. drużyna seniorów i Akademia Piłkarska Podzamcze Nysa rozgrywa mecze na stadionie Podzamcze Arena, usytuowanym na dzielnicy przy ul. Andrzeja Brodzińskiego 6.